# Belisana yap
Espèce
Belisana yap est une espèce d'araignées aranéomorphes de la famille des Pholcidae.

## Distribution
Cette espèce est endémique des îles Carolines. Elle se rencontre aux îles Yap aux États fédérés de Micronésie et aux Palaos.

## Description
Le mâle holotype mesure 1,4 mm.

## Étymologie
Son nom d'espèce lui a été donné en référence au lieu de sa découverte, les îles Yap.

## Publication originale
- Huber, 2005 : High species diversity, male-female coevolution, and metaphyly in southeast Asian pholcid spiders: the case of Belisana Thorell 1898 (Araneae, Pholcidae). Zoologica, vol. 155, p. 1-126 (texte intégral).